# Александер-Бей

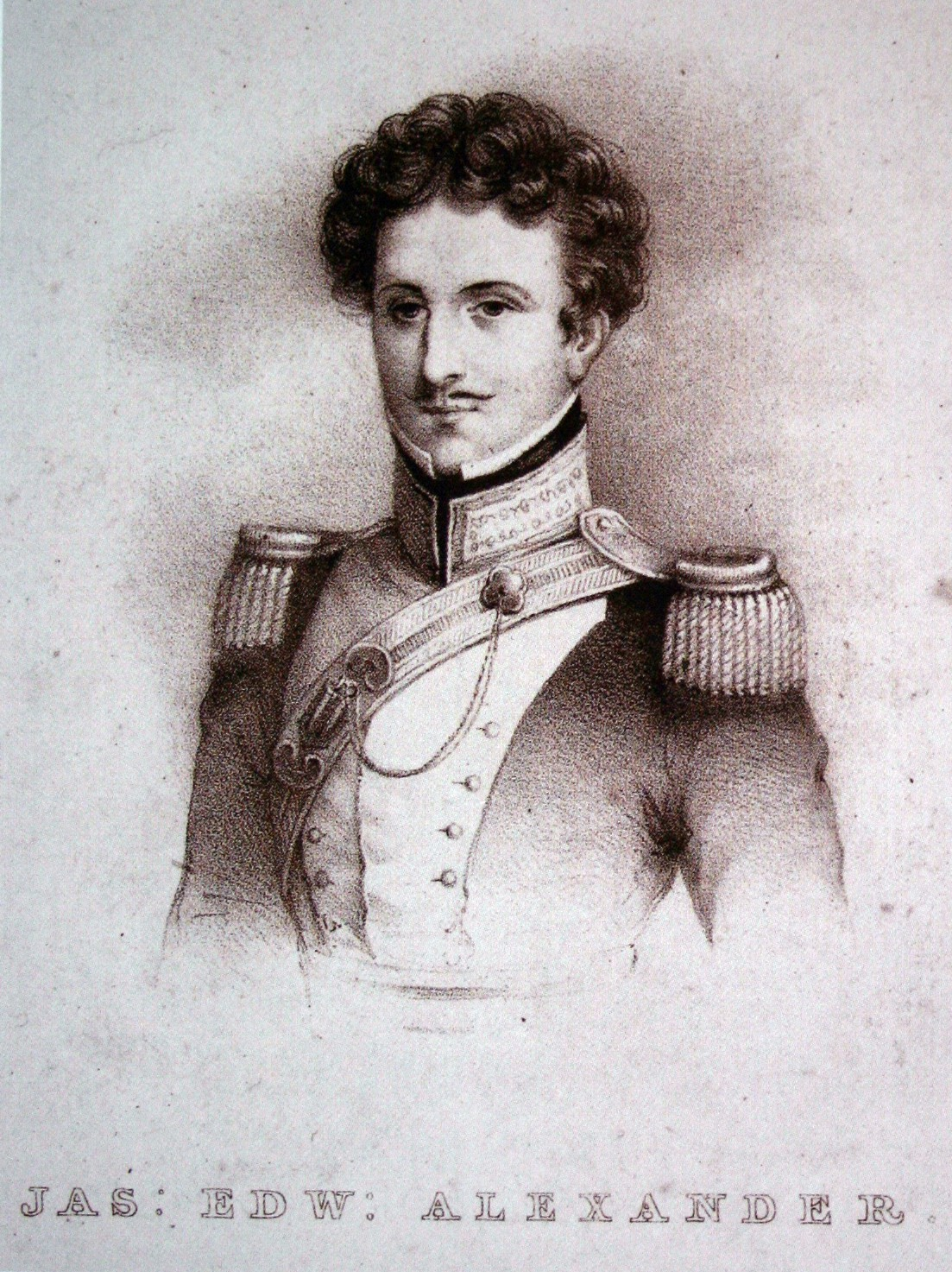
Основатель города сэр Джеймс Александер

Александер-Бей (африк. Alexanderbaai) — город на крайнем северо-западе ЮАР. Он расположен на южном берегу устья реки Оранжевая.
Город был назван в честь исследователя сэра Джеймса Александера, который первым нанёс эту местность на карту во время экспедиции от Королевского географического общества в Намибию. В 1836 году Джеймс Александер основал в устье реки город. Здесь добывали медную руду, которую затем переправляли на баржах вниз по реке до бухты Александер-Бей, откуда отправляли на экспорт. (Местные жители ошибочно полагают, что это именно Джеймс Александер начал промышленную добычу меди в этом районе). Когда вдоль западного побережья обнаружили залежи алмазов, Александер-Бей стал центром обслуживания горнодобывающей промышленности.
Александер-Бей является самым северным городом на западном побережье ЮАР. Город стал быстро развиваться после открытия залежей алмазов доктором Гансом Меренски в 1927 году. «Алмазная лихорадка» привела к восстанию т. н. Алмазного побережья в 1928 году. В дальнейшем доступ в этот район был ограничен.
Город обслуживает аэропорт Александр-Бей.
Болота и водно-болотные угодья в устье реки Оранжевой являются важной остановкой для большого количества перелётных птиц. Поэтому эта территория находится под охраной Рамсарской конвенции. Неподалёку от города на холмах растут зелёные и оранжевые лишайники.